# قسم دشتاب الريفي (مقاطعة بافت)
قسم دشتاب الريفي (بالفارسية: دهستان دشتاب) هي منطقة ريفية تقع في إيران في محافظة كرمان في الناحية المركزية لمقاطعة بافت. يقدر عدد سكانها بـ 5,170 نسمة.